# 1998年美國國家棒球名人堂票選
1998年美國國家棒球名人堂票選遵循1995年的票選規則。全美棒球記者協會進行年度票選，最後選出唐·薩頓。資深選手委員會在這年進行閉門會議，他們從資深大聯盟選手、行政人員、總教練、主審和黑人聯盟選手中進行評選，最後他們選出喬治·戴維斯、賴瑞·多比、李·麥克菲爾和布列特·羅根四人。大聯盟在1998年7月26日舉辦入選典禮。

## 全美棒球記者協會票選結果
全美棒球記者協會只從1978年以後效力於大聯盟的選手中進行評選，但效力年限只到1992年為止。
每個球員需要獲得至少75%的選票方能入選。本屆票選包含26名球員；總共有473張選票，最終總計投出2559人次，入選名人堂門檻為355票，平均每張選票圈選了5.41人。未達5%得票率的候選人，將被剔除名人堂票選資格。
首次進行票選的球員將以劍標（†）顯示。獲得至少75%以上同意票的入選人以粗體字表示；在未來票選中才入選的候選人以斜體字表示。
羅恩·桑托是第十五次進行票選，同時也是最後一次。
| 球員姓名        | 同意票數 | 得票率(%) | 與前一年差距 | 年度   |
| --------------- | -------- | --------- | ------------ | ------ |
| 唐·薩頓         | 386      | 81.6      | ▲0 8.4%      | 第5年  |
| 湯尼·培瑞茲     | 321      | 67.9      | ▲0 1.9%      | 第7年  |
| 羅恩·桑托       | 204      | 43.1      | ▲0 3.8%      | 第15年 |
| 吉姆·賴斯       | 203      | 42.9      | ▲0 5.3%      | 第4年  |
| †蓋瑞·卡特      | 200      | 42.3      | -            | 第1年  |
| 史蒂夫·賈維     | 195      | 41.2      | ▲0 5.9%      | 第6年  |
| 布魯斯·蘇特     | 147      | 31.1      | ▲0 3.6%      | 第5年  |
| 湯米·約翰       | 129      | 27.3      | ▲0 6.8%      | 第4年  |
| 吉姆·卡特       | 129      | 27.3      | ▲0 4.7%      | 第10年 |
| 戴夫·帕克       | 116      | 24.5      | ▲0 7.0%      | 第2年  |
| †伯特·布萊勒文  | 83       | 17.5      | -            | 第1年  |
| 戴夫·康塞普西翁 | 80       | 16.9      | ▲0 4.2%      | 第5年  |
| 米尼·米紐索     | 76       | 16.1      | ▼0 1.7%      | 第14年 |
| 路易斯·提安特   | 62       | 13.1      | ▲0 1.9%      | 第11年 |
| 基斯·赫南德茲   | 51       | 10.8      | ▲0 1.3%      | 第3年  |
| 德懷特·埃文斯   | 49       | 10.4      | ▲0 4.5%      | 第2年  |
| 米奇·羅里奇     | 39       | 8.2       | ▲0 1.0%      | 第14年 |
| 羅恩·吉德里     | 37       | 7.8       | ▲0 1.2%      | 第5年  |
| 鮑伯·布恩       | 26       | 5.5       | ▼0 0.4%      | 第3年  |
| †傑克·克拉克    | 7        | 1.5       | -            | 第1年  |
| †佩卓·葛雷諾    | 6        | 1.3       | -            | 第1年  |
| †威利·藍道夫    | 5        | 1.1       | -            | 第1年  |
| †卡爾尼·朗斯佛  | 3        | 0.6       | -            | 第1年  |
| †布萊恩·唐寧    | 2        | 0.4       | -            | 第1年  |
| †麥克·弗萊納岡  | 2        | 0.4       | -            | 第1年  |
| †瑞克·丹普希    | 1        | 0.2       | -            | 第1年  |

|  | 本屆被選入名人堂，人名以粗體表示。                          |
|  | 本屆未入選但在未來票選中被選入名人堂，人名以斜體表示。      |
|  | 在1999年投票中繼續票選但仍未被選入者。                      |
|  | 在未來BBWAA票選中被剔除，但仍保有未來資深委員會審核的資格。 |

新入選的球員包含17名全明星球員，這17人合計共入選44次明星賽。不過有其中9人沒有在名單上。
以下球員首次具有票選資格，但並未在名單上：吉姆·艾克、戴夫·安德森、弗洛伊德·班尼斯特、傑西·巴菲爾德、胡安·貝倫格、戴夫·伯格曼、唐·卡曼、瑞克·席洛姆、麥克·菲茲傑洛德、吉姆·甘特納、瑞奇·傑德曼、傑瑞·唐·葛里頓、馮·海耶斯、布魯克·傑克比、丹尼斯·蘭普、約翰·摩西斯、蘭斯·穆里尼克斯、肯·奧柏克菲爾、蓋瑞·佩提斯、傑米·奎爾克、拉斐爾·拉米瑞茲、唐·羅賓森、路易斯·薩拉札、戴夫·舒密特、麥克·梭夏、麥特·席納卓、戴夫·史密斯、帕特·塔布勒、華特·泰瑞爾和丹尼·沃林恩。

## J·G·泰勒·史賓克獎
棒球記者山姆·萊西（1903年–2003年）獲選該屆的J·G·泰勒·史賓克獎。

## 福特·C·弗里克獎
道奇隊播報員哈梅·哈林（1935年–）獲選該屆的福特·C·弗里克獎。

## 外部連結
- 美國國家棒球名人堂官網 （页面存档备份，存于）
- 棒球名人堂BBWAA票選規則 （页面存档备份，存于）
- 1998年名人堂票選 at www.baseballhalloffame.org